# Alejandro Fidalgo
Alejandro Fidalgo González (Orense, 15 de mayo de 2001) es un futbolista gallego que juega como mediocentro en el FC Cartagena de la Primera División RFEF.

## Trayectoria
Formado en el Pabellón Ourense CF, firma por el CD Lugo en la temporada 2019-20 para unirse a su Juvenil A, ascendiendo al siguiente año a su filial. Tras dos años como indiscutible en el Polvorín, debuta en convocatoria con el primer equipo en la Segunda División el 28 de mayo de 2022, en una victoria por 1-0 frente al Málaga CF.
En la temporada 2023-24, Álex Fidalgo se incorporó al Ourense Club de Fútbol de la Segunda Federación, donde disputó 33 partidos siendo pieza clave en el ascenso del equipo a Primera Federación. En la siguiente temporada, el medio orensano disputó 40 encuentros con los de O Couto entre Primera Federación y Copa del Rey.
El 9 de julio de 2025, firma por el FC Cartagena de la Primera RFEF.

## Clubes
Actualizado al último partido disputado el 28 de mayo de 2022.
| Club                   | País   | Año       | Partidos | Goles |
| ---------------------- | ------ | --------- | -------- | ----- |
| Polvorín FC            | España | 2020-2023 | 54       | 4     |
| CD Lugo                | España | 2022-2023 | 1        | 0     |
| Ourense Club de Fútbol | España | 2023-2025 | 73       | 0     |
| Fútbol Club Cartagena  | España | 2025-act. | 0        | 0     |